# Spilodiscus flohri
Spilodiscus flohri är en skalbaggsart som först beskrevs av Lewis 1898.  Spilodiscus flohri ingår i släktet Spilodiscus och familjen stumpbaggar. Inga underarter finns listade i Catalogue of Life.